# Bernhard Solger
Bernhard Solger (Untermerzbach, 5 dicembre 1849 – Nysa, 21 febbraio 1935) è stato un anatomista tedesco.

## Biografia
Solger ha studiato medicina presso l'Università di Erlangen, Würzburg, Tubinga e di Monaco di Baviera. Durante la guerra franco-prussiana, ha lavorato come medico in un ospedale. Nel 1872 ha conseguito il dottorato presso l'Università di Würzburg, in seguito lavora come assistente presso l'Università di Breslavia (1875). A partire dal 1877 ha lavorato come prosettore presso l'Università di Halle, dove nel 1882 è diventato professore. Nel 1886 è stato nominato professore di anatomia presso l'Università di Greifswald. Nel 1904 si stabilì nella città di Neiße come dermatologo.
Noto per le sue ricerche nel campo dell'anatomia cellulare, ha dato anche un contributo prezioso nei suoi studi di cromatofori.

## Pubblicazioni
- Beiträge zur Kenntniss der Niere und besonders der Nierenpigmente niederer Wirbelthiere, 1882
- Zur Structur der Pigmentzelle, 1889
- Ueber pigmentirte Zellen und deren Centralmasse, 1890
- Zelle und Zellkern, 1892
- Zur Kenntnis der Chromatophoren der Cephalopoden u. ihrer Adnexa, 1898
- Über Melanose der Dickdarmschleimhaut, 1898
- Zur Kenntnis des Schenkelsporns (Merkel) und des Wardschen Dreiecks, 1900
- Über die "intracellulären Fäden" der Ganglienzellen des elektrischen Lappens von Torpedo, 1902
- Hautpigment und Belichtungen klinischer Beobachtungen: nebst Bemerkungen über die Vererbungsprobleme, 1909 [5][6][7]